# Колер, Тед
Тед Колер (англ. Ted Koehler; 14 июля 1894, Вашингтон — 17 января 1973, Санта-Моника, Калифорния) — американский пианист и автор песен. 
Наиболее известен своей работой с композитором Гарольдом Арленом. Они вдвоем писали для Бродвея, ревю Cotton Club и фильмов, их самыми громкими хитами являются «Between the Devil and the Deep Blue Sea», «I Gotta Right to Sing the Blues», «Stormy Weather» и «Let’s Fall in Love». Колер также сотрудничал с другими композиторами, помимо Арлена, включая Сэмми Фейна, Руб Блума, Рэя Хендерсона и Бертона Лейна, Дюка Эллингтона. Другие известные песни его авторства: «Between the Devil and the Deep Blue Sea», «Let’s Fall in Love», «Truckin», «I’m Shooting High» и «Don’t Worry 'Bout Me».
В 1972 году включён в Зал славы авторов песен.